# Лоренцо Шимич
Лоренцо Шимич (хорв. Lorenco Šimić, нар. 15 липня 1996, Спліт, Хорватія) — хорватський футболіст, захисник італійського клубу «Асколі».

## Клубна кар'єра
Вихованець «Хайдука». У дублі сплітської команди був капітаном, а також одним з найкращих бомбардирів в сезоні 2013/14 років, забив дев'ять м'ячів. Однією з сильних сторін у грі захисника були підключення в атаку при стандартних положеннях. Взимку 2014 року Шимич проходив перегляд у дніпропетровському «Дніпрі», після чого, за інформацією slobodnadalmacija.hr, керівництво «Дніпра» повідомило «Хайдук» про бажання придбати гравця й укласти з ним професійний контракт з досягнення Лоренцо повноліття, але вже наступного літа сайт уболівальників «дніпрян» опублікував інформацію про те, що їх клуб відмовився від придбання Шимича з аргументацією про орієнтацію на власних вихованців, серед яких є футболісти як мінімум не слабші, ніж хорват. Окрім «Дніпра», за інформацією хорватських ЗМІ, футболістом також цікавилися скаути «Сампдорії», «Фіорентіни» й «Челсі».
Взимку 2015 року Шимич їздив на перегляд в інший український клуб - «Говерлу». Тренер ужгородців В'ячеслав Грозний побачив у молодому хорватові талант, і в підсумку захисник перебрався в українську команду на правах оренди. У Прем'єр-лізі Шимич зіграв 3 матчі (дебют 4 травня 2015 проти «Динамо»). Після завершення сезону футболіст повернувся в «Хайдук».
У січні 2016 року був переведений до основного складу «Хайдука». Дебютував за команду 1 березня 2016 року, вийшовши на заміну в матчі проти «Осієка». Сім днів по тому зіграв свій перший матч у Першій лізі Хорватії зі стартових хвилин проти «Інтера» (Запрешич), відіграв увесь поєдинок й допоміг зберегти ворота власної команди в недоторканності. За підсумками сезону у футболці «Хайдука» провів 11 матчів (у всіх турнірах).
31 січня 2017 року перейшов до «Сампдорії» з італійської Серії A

## Кар'єра в збірній
Грав в юнацьких збірних Хорватії різних вікових груп.

## Статистика виступів

### Статистика клубних виступів
Станом на 15 березня 2022
| Сезон                | Команда              | Чемпіонат            | Чемпіонат | Чемпіонат | Національний кубок | Національний кубок | Національний кубок | Континентальні кубки | Континентальні кубки | Континентальні кубки | Інші змагання | Інші змагання | Інші змагання | Усього | Усього |
| Сезон                | Команда              | Ліга                 | Ігор      | Голів     | Ліга               | Ігор               | Голів              | Ліга                 | Ігор                 | Голів                | Ліга          | Ігор          | Голів         | Ігор   | Голів  |
| -------------------- | -------------------- | -------------------- | --------- | --------- | ------------------ | ------------------ | ------------------ | -------------------- | -------------------- | -------------------- | ------------- | ------------- | ------------- | ------ | ------ |
| лют.-черв. 2015      | «Закарпаття»         | ПЛ                   | 3         | 0         | КУ                 | -                  | -                  | -                    | -                    | -                    | -             | -             | -             | 3      | 0      |
| 2015–16              | «Хайдук» (Спліт)     | 1. ХФЛ               | 9         | 1         | КЧ                 | 2                  | 0                  | ЛЄ                   | -                    | -                    | -             | -             | -             | 11     | 1      |
| 2016-січ. 2017       | «Хайдук» (Спліт)     | 1. ХФЛ               | 13        | 0         | КЧ                 | 2                  | 0                  | ЛЄ                   | 1                    | 0                    | -             | -             | -             | 16     | 0      |
| Усього за «Хайдук»   | Усього за «Хайдук»   | Усього за «Хайдук»   | 22        | 1         |                    | 4                  | 0                  |                      | 1                    | 0                    |               | -             | -             | 27     | 1      |
| січ.-черв. 2017      | «Сампдорія»          | A                    | 0         | 0         | КІ                 | -                  | -                  | -                    | -                    | -                    | -             | -             | -             | 0      | 0      |
| 2017-січ. 2018       | «Емполі»             | B                    | 15        | 3         | КІ                 | -                  | -                  | -                    | -                    | -                    | -             | -             | -             | 15     | 3      |
| січ.-черв. 2018      | СПАЛ                 | A                    | 6         | 1         | КІ                 | -                  | -                  | -                    | -                    | -                    | -             | -             | -             | 6      | 1      |
| 2018–19              | СПАЛ                 | A                    | 8         | 0         | КІ                 | 0                  | 0                  | -                    | -                    | -                    | -             | -             | -             | 8      | 0      |
| Усього за СПАЛ       | Усього за СПАЛ       | Усього за СПАЛ       | 14        | 1         |                    | 0                  | 0                  |                      | -                    | -                    |               | -             | -             | 14     | 1      |
| серп. 2019-лют. 2020 | «Рієка»              | 1. ХФЛ               | 0         | 0         | КЧ                 | 0                  | 0                  | ЛЄ                   | 0                    | 0                    | -             | -             | -             | 0      | 0      |
| лют.-лип. 2020       | ДАК 1904             | СЛ                   | 4         | 0         | КС                 | 3                  | 0                  | ЛЄ                   | -                    | -                    | -             | -             | -             | 7      | 0      |
| 2020–21              | «Заглемб'є» (Любін)  | ЕК                   | 17        | 4         | ПЛУ                | 1                  | 1                  | -                    | -                    | -                    | -             | -             | -             | 21     | 5      |
| 2021-січ. 2022       | «Заглемб'є» (Любін)  | ЕК                   | 7         | 1         | ПЛУ                | 1                  | 0                  | -                    | -                    | -                    | -             | -             | -             | 8      | 1      |
| Усього за «Заглембє» | Усього за «Заглембє» | Усього за «Заглембє» | 24        | 5         |                    | 2                  | 1                  |                      | -                    | -                    |               | -             | -             | 26     | 6      |
| січ.-черв. 2022      | «Лечче»              | B                    | 7         | 0         | КІ                 | -                  | -                  | -                    | -                    | -                    | -             | -             | -             | 7      | 0      |
| 2022–23              | «Асколі»             | B                    | 0         | 0         | КІ                 | 0                  | 0                  | -                    | -                    | -                    | -             | -             | -             | 0      | 0      |
| Усього за кар'єру    | Усього за кар'єру    | Усього за кар'єру    | 89        | 10        |                    | 9                  | 1                  |                      | 1                    | 0                    |               | -             | -             | 99     | 11     |

### Статистика виступів за збірну
| Дата       | Місто         | Господарі | Результат | Гості      | Турнір                             | Голи | Примітки |
| ---------- | ------------- | --------- | --------- | ---------- | ---------------------------------- | ---- | -------- |
| 5-10-2017  | Вараждин      | Хорватія  | 2 – 1     | Білорусь   | Кваліфікація молодіжного Євро-2019 | 1    |          |
| 9-10-2017  | Вараждин      | Хорватія  | 5 – 1     | Чехія      | Кваліфікація молодіжного Євро-2019 | -    |          |
| 8-11-2017  | Велика Гориця | Хорватія  | 5 – 0     | Сан-Марино | Кваліфікація молодіжного Євро-2019 | -    |          |
| 13-11-2017 | Салоніки      | Греція    | 1 – 1     | Хорватія   | Кваліфікація молодіжного Євро-2019 | -    |          |
| 23-3-2018  | Карвіна       | Чехія     | 2 – 1     | Хорватія   | Кваліфікація молодіжного Євро-2019 | -    |          |
| 27-3-2018  | Велика Гориця | Хорватія  | 4 – 0     | Молдова    | Кваліфікація молодіжного Євро-2019 | -    |          |
| Усього     |               | Матчів    | 6         |            | Голів                              | 1    |          |